# لن أمشي طريق الأمس (مسلسل)
لن أمشي طريق الأمس مسلسل كويتي أنتج عام 1995. من بطولة عبد الحسين عبد الرضا و إبراهيم الصلال و عمر الحريري و عائشة الكيلاني .